# Wiek Schrage

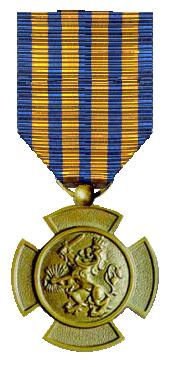
Bronzen Leeuw

Wiecher Bote (Wiek) Schrage (Brielle, 17 februari 1917 - Noordzee, 13/14 november 1941) was een Engelandvaarder.
Schrage was de zoon van een leraar. Ze woonden in Emmen. Na de ulo en de rijks HBS te Coevorden ging hij naar de politieschool in Hilversum. Hij werd inspecteur en ging toen in militaire dienst. Toen de oorlog uitbrak was hij vaandrig bij de motordienst.
Op 13 mei 1941 slaagde Wiek erin via Hoek van Holland naar Engeland over te steken. Daar kreeg hij een opleiding tot geheim agent. Op de avond van 13 juni 1941 werden Schrage als marconist en de 20-jarige adelborst J.J. (Hans) Zomer boven Vledder in Drenthe geparachuteerd. Zij waren een van de eersten die zo door François van 't Sant, hoofd van de Centrale Inlichtingen Dienst (CID), werden ingezet. Via Johan van Hattum kreeg Zomer een zendadres zodat hij zo veel mogelijk gegevens kon doorseinen over troepenbewegingen, transporten, fortificaties en economische omstandigheden. Schrage werkte onder de naam Kees Visser en zette zich ook in om de spionageorganisatie uit te breiden. Een belangrijk contact van hem was Bib van Lanschot, die toen op het Rapenburg in Leiden woonde, waar Zomer in het begin een paar keer zijn zender kon gebruiken. Hij wisselde regelmatig van locatie maar werd toch uitgepeild, mogelijk mede dankzij Anton van der Waals. Zomer werd gearresteerd, samen met Jaap Sickenga, en naar Duitsland getransporteerd, waar beiden werden gefusilleerd.
Schrage stak op 13 november 1941 vanaf de Hondsbossche Zeewering naar Engeland over in gezelschap van Cor Sporre. Niemand heeft ooit meer van hen gehoord. Naar men aanneemt, zijn zij omgekomen op de Noordzee.

## Onderscheiden
- Bronzen Leeuw, 1948[5][6]